# Congres van Wenen
Het Congres van Wenen of Weens Congres is een reeks formele en informele bijeenkomsten van ruim 200 Europese regeringsleiders, hun diplomaten en andere belanghebbenden, die werd georganiseerd na de val van Napoleon in 1814 en 1815 met als doel een plan voor de Europese vrede op effectieve wijze gezamenlijk te regelen en vast te leggen. De meest invloedrijke deelnemers waren de overwinnende mogendheden: het koninkrijk Pruisen, het keizerrijk Oostenrijk, het keizerrijk Rusland en het Verenigd Koninkrijk van Groot-Brittannië en Ierland. Het congres besloot onder meer over de kwestie van de naoorlogse grenzen, de invoering van grondwetten en de oprichting of opheffing van middelgrote staten.

## Achtergronden

### Algemeen
Na de Franse Revolutie en de periode van de napoleontische oorlogen, bestond Europa uit vele koninkrijken, vorstendommen en vrije steden en ontstond de behoefte aan een nieuwe staatkundige en politieke ordening in Europa. Binnen een periode van enkele decennia jaar waren de staatkundige verhoudingen grondig veranderd. Zo was het eeuwenoude Heilige Roomse Rijk opgedeeld en had Frankrijk de confederale gebieden van de Oostenrijkse Nederlanden en de Republiek der Zeven Verenigde Nederlanden geannexeerd, net als de Franstalige delen van Zwitserland en het gebied van Duitsland ten westen van de Rijn. Hoewel sommige conservatieve heersers, politici en diplomaten ernaar streefden de oude situatie inclusief grenzen zoveel mogelijk te herstellen, hun macht te behouden en liberale en democratische bewegingen zoveel mogelijk de kop in te drukken, zagen andere staatslieden de noodzaak in van een staatkundige vereenvoudiging van de machtsverdeling in Europa en een "sanering" van de wirwar aan feodale rechten die vaak terug te voeren waren op juridische overeenkomsten uit de middeleeuwen.
Napoleon had veel staatjes en staten samengevoegd en het veelal plaatselijke recht naar eigen inzichten vereenvoudigd en op nationaal niveau geharmoniseerd. Ook zijn invoering van een centrale administratie en van organisatorische eenheden als bijvoorbeeld de burgerlijke stand en het kadaster, wilde men over het algemeen handhaven. Dit waren vooral 'praktische' verbeteringen waar iedereen de waarde van kon inzien. De oorspronkelijke idealen van de Franse burgers en de Franse Revolutie, Liberté, egalité et fraternité (vrijheid, gelijkheid en broederschap), wilden veel leiders niet overnemen, omdat ze er van uitgingen dat dit hun aloude rechten en privileges zou kunnen aantasten.

### Congres als organisatorisch raamwerk

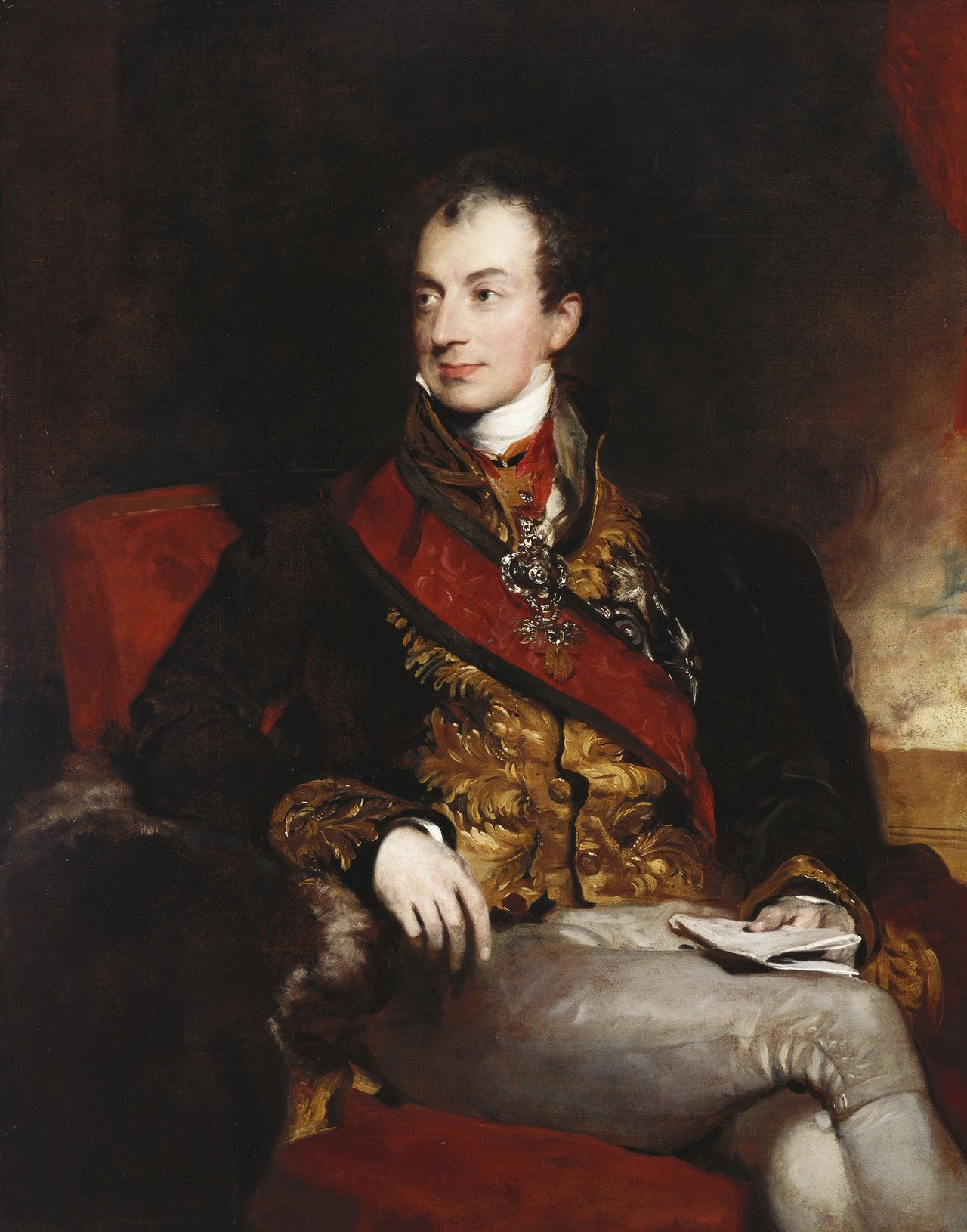
Prins Klemens von Metternich, organisator en voorzitter van het congres

Het congres was een idee van de Oostenrijkse kanselier Klemens von Metternich, die organisator en voorzitter was en daarom grote invloed kon uitoefenen op het verloop ervan. Het begon in september of oktober 1814 (de bronnen verschillen hierover) en eindigde in juni 1815 met het voorlezen van de besluiten. Dit congres bestond niet uit een of enkele grote plenaire vergaderingen maar was een begrip dat Metternich gebruikte voor een organisatorisch kader waarbinnen mensen met verschillende belangen konden samenkomen, meningen en standpunten konden peilen, onderhandelingsruimte zoeken en discussiëren, met als gemeenschappelijk doel het ontwerpen van een plan voor de toekomst waarbij de grote staten elkaar in evenwicht zouden kunnen houden en deze de kleinere staten konden behoeden voor oorlog en armoede. Metternich werd bijgestaan door zijn rechterhand, de briljante schrijver en diplomaat Friedrich von Gentz, die verantwoordelijk was voor een goed verloop van de dagelijkse gang van zaken, voor verslaglegging van de openbare bijeenkomsten en voor ontwerp van de verdragsteksten.

### Onderhandelingsposities
De grote winnende staten hadden een goede onderhandelingspositie, verliezend Frankrijk een zwakkere en de vele kleine staatjes en vorstendommen stonden vaak letterlijk buitenspel bij de aftastende en verkennende gesprekken. Het ging uiteindelijk om macht en inkomen, over behoud of verlies van grondgebied en invloed. Het bijzondere aan dit congres was het bijeenkomen van heel veel politici en diplomaten met vertegenwoordigingsbevoegdheid in één stad, tijdens één bepaalde periode, wat de bijzondere mogelijkheid bood meningen, onderhandelingsposities en mogelijke oplossingen te inventariseren en mogelijke afspraken te bediscussiëren. In Nederland zou men dit in huidige bewoordingen misschien polderen noemen, maar dan op grote schaal en zonder vertegenwoordiging uit kerk en maatschappij of van maatschappelijke bewegingen als bijvoorbeeld vakbond of coöperatie. Veel diplomatiek voorbereidend werk werd op informele bijeenkomsten en tijdens een van de vele feestelijke programma's verricht. Tijdens dit congres kwamen twee grote tegenstellingen naar boven: het wederzijdse wantrouwen tussen het Verenigd Koninkrijk en Rusland, alsmede de rivaliteit tussen Pruisen en Oostenrijk. Daarbij trachtte het overwonnen Frankrijk opnieuw een rol op het eerste plan te spelen.

## Dagelijkse gang van zaken
Volgens de mening van Emmerich Joseph von Dalberg, een Duits diplomaat in Franse dienst, getuigde het congres van een totale beginselloosheid en werden de zaken naar het einde toe steeds willekeuriger afgehandeld of afgedaan met instemmend geknik. Hij schreef: "Wij ronden nu de treurige zaken af; het resultaat van dit alles kon niet kleingeestiger zijn."

### Het congres danst, maar komt niet vooruit

Karikatuur van dansende staatshoofden op het congres.

De gezanten met hun entourage van raadgevers en beambten vormden een groot en divers gezelschap van enkele duizenden personen, waarbij de Oostenrijkers erop toezagen dat hun hoge gasten niets tekortkwamen tijdens hun verblijf in Wenen. De vele bals en partijen ontlokten Charles-Joseph van Ligne de opmerking:
"Hoe loopt het Congres? Het Congres loopt niet, het danst!"
In een brief aan de Franse staatsman Talleyrand van 1 november 1814 schreef Ligne:
"Man schreibt mir das Wort zu: "Der Kongress tanzt, aber er kommt nicht vorwärts." Es sickert auch nichts durch als der Schweiß dieser tanzenden Herren. Ich glaube auch gesagt zu haben: "Dies ist ein Kriegskongress, kein Friedenskongress.""
Een aantal waarnemers van het congres beklaagde zich over de heersende lamlendige mentaliteit. Velen waren ook onder de indruk van de tentoongespreide pracht en grandeur. De algemeen secretaris Friedrich von Gentz beschreef dit gebeuren beeldend in een brief van 27 september 1814 waarin hij de grote verscheidenheid van aanwezigen prijst, maar ook observeert dat er feitelijk nog weinig vooruitgang geboekt is:
"Die Stadt Wien bietet gegenwärtig einen überraschenden Anblick dar; alles was Europa an erlauchten Persönlichkeiten umfasst ist hier in hervorragender Weise vertreten. Der Kaiser, die Kaiserin und die Großfürstinnen von Rußland, der König von Preußen und mehrere Prinzen seines Hauses, der König von Dänemark, der König und der Kronprinz von Bayern, der König und der Kronprinz von Württemberg, der Herzog und die Prinzen der Fürstenhäuser von Mecklenburg, Sachsen-Weimar, Sachsen-Coburg, Hessen usw., die Hälfte der früheren Reichsfürsten und Reichsgrafen, endlich die Unzahl von Bevollmächtigten der großen und kleinen Mächte von Europa - dies alles erzeugt eine Bewegung und eine solche Verschiedenheit von Bildern und Interessen, dass nur die außerordentliche Epoche, in der wir leben, etwas Ähnliches hervorbringen konnte. Die politischen Angelegenheiten, welche den Hintergrund dieses Bildes sind, haben indessen noch keinen wirklichen Fortschritt gebracht."
De Pruisische veldmaarschalk Gebhard Leberecht von Blücher omschreef de onderhandelingen aldus:
"Der Kongress gleicht einem Jahrmarkt in einer kleinen Stadt, wo jeder sein Vieh hintreibt, es zu verkaufen und zu vertauschen."
Sommige historici zijn evenwel de mening toegedaan dat het congres met al het feestgedruis ook zijn hoofddoel, namelijk een kader te scheppen voor een Europese vredesregeling, toch uiteindelijk gerealiseerd heeft. Tot aan de tijd van de Italiaanse en Duitse eenwording, ongeveer 40 jaar later rond 1860, waren er geen grote oorlogen meer in Europa en bleven de toen vastgestelde staatkundige grenzen vrijwel ongewijzigd. Met één markante uitzondering. De Belgische revolutie in 1830, met het daarop volgende Verdrag van Londen in 1839, had de oprichting van twee nieuwe staten tot gevolg: België en Luxemburg.

## Uitgangspunten van het congres

Doelen van het congres

Het steunde op vier pijlers:
compensatiebeginselGeen enkele mogendheid zou territoriaal nadeel mogen ondervinden door de congresbesluiten. Indien toch, moesten die worden gecompenseerd. Zo verkreeg Oostenrijk als compensatie voor de Zuidelijke Nederlanden gebieden aan de Adriatische Zee. Vooral in Italië kreeg Oostenrijk een sterke positie met Lombardije, Venetië en de Illyrische provincies.
legitimiteitsbeginselDe voormalige verdreven vorsten, werden gerehabiliteerd als legitieme heersers: de Bourbons namen de tronen van Frankrijk en Spanje weer in, het huis Bragança in Portugal. De Oranje-Nassaus werden aangesteld over Nederland, hoewel dit huis voorheen geen vorstelijke positie had bekleed, maar die van regionaal bestuurder onder een vorst
omringingspolitiekRond Frankrijks grenzen van voor 1792 werden redelijk sterke autonome staten gecreëerd die als buffer dienst moesten doen. Daartoe werd onder andere ook het Verenigd Koninkrijk der Nederlanden gesticht door samenvoeging van de noordelijke zeven provinciën met delen van de vroegere Habsburgse Zuidelijke Nederlanden (Oostenrijkse Nederlanden en nog wat gebieden) en enkele vorstendommen. Ook Piëmont-Sardinië was een van de bufferstaten.
machtsevenwichtDe status quo moest verdedigd worden, desnoods manu militari, in de hoop dat nieuwe revoluties de vrede niet zouden verstoren en de nieuw ontstane tronen niet deden wankelen.

## Leidende gedachten
- Restauratie van oude, en invoering van nieuwe vorstenhuizen; honorering van dynastieke wensen van het ancien régime. Het Congres van Wenen had de sociale verworvenheden van de Franse Revolutie in alle landen ongedaan gemaakt. In het bestuur was geen plaats voor volksvertegenwoordiging en er was geen vertegenwoordiging van de naties. Bijeenkomsten zonder burgerlijke vertegenwoordiging.
- Strategische overwegingen in verband met machtsevenwicht tegen de "universele monarchie". Niet eeuwige vrede maar orde. Verschuiving van grenzen: verplaatsing van volkeren, alleen uit strategische overwegingen.
- Tegen liberalisme en nationalisme.

## Resultaten

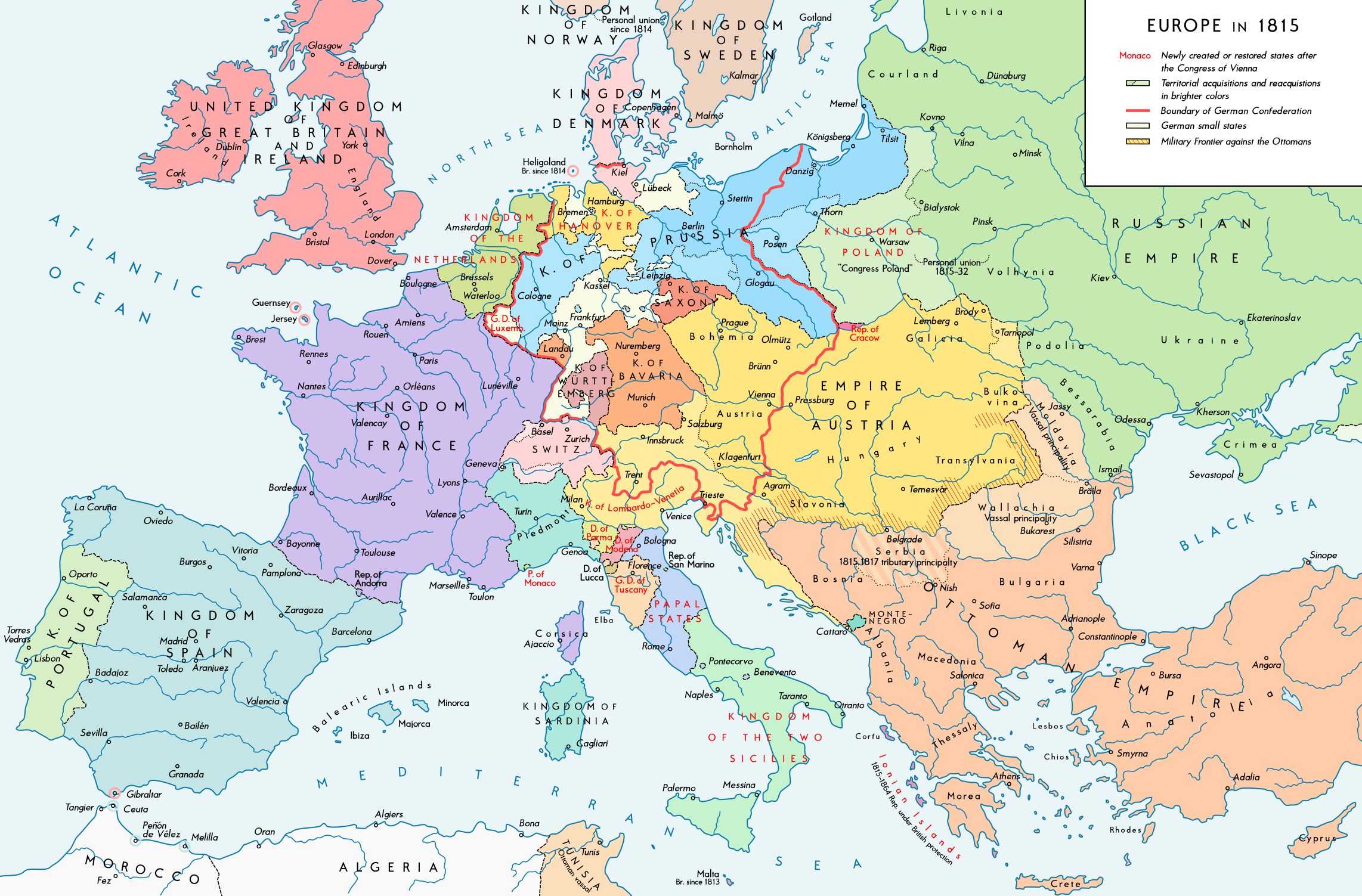
Nieuwe kaart van Europa na het congres

De ontsnapping eind februari 1815 van Napoleon van Elba en zijn opmars naar Parijs veranderde de politieke en militaire situatie, waardoor de urgentie om tot een afronding te komen zeer dringend werd. Congressecretaris Friedrich von Gentz werd gemaand een verslag van de handelingen van het congres op te stellen. Dit werd een slotakte van 121 artikelen, met alle congresbesluiten en overeenkomsten genomen vanaf de aanvang tot begin juni 1815. De slotakte was klaar op 8 juni en werd de dag daarop in de ontvangstzaal van de Hofburg van Wenen plechtig voorgelezen in aanwezigheid van alle partijen.

### Versterking van staten als tegenwicht voor Frankrijk
- Oprichting van het Verenigd Koninkrijk der Nederlanden met de Oranjes als vorstenhuis op basis van de Acht Artikelen van Londen. Het prinsbisdom Luik, het abdijvorstendom Stavelot-Malmedy, het hertogdom Bouillon, en nog wat kleine zelfstandige gebieden, die nooit tot de Oostenrijkse Nederlanden behoorden, werden samen met de Oostenrijkse Nederlanden verenigd met de Bataafse Republiek. Samen gingen deze gebieden het Verenigd Koninkrijk der Nederlanden vormen (qua Europees grondgebied vergelijkbaar met de Benelux). Daardoor werd de voor Londen concurrerende haven van Antwerpen, definitief uit Franse handen gehouden, hetgeen de Engelsen goed uitkwam. Door de oprichting van deze nieuwe staat kwam de monding van de twee grote rivieren, de Schelde en de Maas, te liggen in een relatief kleine continentale staat.
- Oprichting van het groothertogdom Luxemburg (toen nog met de Belgische provincie Luxemburg) met als soevereine vorst de prins-regent van Nassau van het huis Oranje in ruil voor het verlies van de erfprovincie Nassau aan Pruisen. Luxemburg dat eeuwenlang tot de Nederlanden behoorde, wordt dus geen provincie van het Verenigd Koninkrijk der Nederlanden, maar een groothertogdom van de Duitse Bond, waarvan de koning der Nederlanden in personele unie groothertog wordt.
- Sardinië werd uitgebreid met de republiek Genua
- Pruisen kreeg de noordelijke delen van Saksen (40 % van het grondgebied en een derde van de inwoners zonder de grote steden Dresden en Leipzig), Westfalen en zowat de gehele linker Rijnoever, om als een bolwerk te dienen tegen zowel Frankrijk als (heimelijk) tegen Rusland. Pruisen draagt zijn voormalige Kleefse enclaves, gelegen in de Liemers en de Over-Betuwe, over aan Nederland.
- De Oostenrijkers kregen niet alleen het hertogdom Milaan terug, maar kregen ook Venetië en Lombardije, maar moesten afzien van de Habsburgse Nederlanden.
- Frankrijks territorium werd teruggebracht tot dat van 1792, met verlies van de sindsdien veroverde gebieden zoals de Zuidelijke Nederlanden, de Zeven Provinciën, het Franstalig deel van Zwitserland en de Noord-Italiaanse bezittingen en de Pauselijke Staat. Frans-Vlaanderen en Elzas-Lotharingen bleven bij Frankrijk.

### Herstel van vroegeremonarchieënen andere bestuursvormen
- In Italië (binnen de huidige geografische grenzen ervan), voor zover niet aan de Oostenrijkers gegeven, werd de vooroorlogse situatie weer hersteld: zo goed als volledige restauratie van de Pauselijke Staat door bemiddeling van staatssecretaris-kardinaal Ercole Consalvi, en de kleine rijkjes.
- Na het debacle van Napoleon te Waterloo en de executie van zijn zwager, Joachim Murat, kreeg Ferdinand IV van Napels al zijn rechten terug en werd het nieuwe koninkrijk der Beide Siciliën opgericht.
- In Spanje en Portugal werden de huizen Bourbon respectievelijk Bragança hersteld.
- De Engelse koning George III werd wederom erkend als koning van Hannover en eigende zich Malta, Ceylon, de Kaapkolonie en Helgoland toe waardoor het overzeese Empire vergroot werd. Daarbij verbood Groot-Brittannië Denemarken een handelsvloot te bezitten. Groot-Brittannië verkreeg ook de voogdij over de Ionische Eilanden dat sindsdien de Verenigde Staten van de Ionische Eilanden werd genoemd.

### Koloniale bezittingen
- De Nederlandse koloniën op de Guiana's werden tijdens de Bataafse Periode bezet door de Britten omdat de Republiek, als vazalstaat van Frankrijk, in oorlog was met het Verenigd Koninkrijk. Formeel werden de koloniën door de Britse Kroon in bescherming genomen, namens prins Willem V van Oranje-Nassau die naar Engeland was gevlucht. Na de napoleontische oorlogen in 1814 werd op de Conventie van Londen de helft van het toenmalige Nederlands-Guiana van Nederland afgenomen. In deze drie koloniën (Demerara, Essequibo en Berbice) hadden de Britten de laatste decennia veel geïnvesteerd. De Nederlandse planters in het gebied behielden hun oude rechten en de meesten bleven in de kolonie wonen. Niet alleen Essequibo, Demerara en Berbice, in 1831 samengevoegd tot Brits-Guiana, werden afgestaan. Ook de Kaapkolonie en Ceylon werden afgestaan aan het Verenigd Koninkrijk. In ruil voor deze koloniën werd de voormalige Nederlandse Republiek uitgebreid met de vroegere Oostenrijkse Nederlanden en het prinsbisdom Luik.

### Andere besluiten
- Het Heilige Roomse Rijk werd niet hersteld
- Het keizerrijk Oostenrijk wordt uitgeroepen.
- De Duitse nationalistische roep om een verenigd vaderland werd genegeerd (vooral Metternich was tegen het nationalisme).
- De resterende Duitse staten werden verenigd in de Duitse Bond, waarin ze vrijwel autonoom bleven met de bondsdag in Frankfurt am Main. Napoleons hervormingen werden hier dus bevestigd.
- Ook de door Napoleon bevorderde koninkrijken Beieren, Württemberg en Saksen behielden hun status.
- Het Pools-Saksische vraagstuk werd opgelost.
- Alexander I van Rusland kreeg slechts een deel van Polen, vergelijkbaar met het groothertogdom Warschau dat bestaan had onder Napoleon.
- Pruisen moest zich tevreden stellen met twee vijfde deel van Saksen, de rest, inclusief de steden Leipzig en Dresden bleef in handen van de Saksische koning.
- Charles-Maurice de Talleyrand maakte van deze situatie gebruik om de positie van Frankrijk te versterken. Hij, Castlereagh en Metternich tekenden een geheim verdrag waarin ze besloten ten strijde te trekken tegen Rusland en Pruisen, wanneer nodig.
- Erkenning van de neutraliteit van Zwitserland als statenbond met 22 kantons. De gebieden Neuchatel, Valais, Sankt Gallen, Appenzell, het bisdom Bazel en de stad Biel werden overgedragen aan de Zwitserse Confederatie. Ook werd beslist dat Bern een sturende rol binnen de confederatie zou krijgen. De besluiten genomen door de Zwitserse Commissie illustreerden wat er mis was met het hele congres. Elk van de vijf grootmachten had immers een stem in het kapittel waardoor de kwestie van het oplossen van twisten tussen de Zwitserse kantons en vastleggen van grenscorrecties niet objectief werd afgehandeld, maar beïnvloed werd door de machtsstrijd inzake de verdeling van het koninkrijk Saksen en het statuut van Polen. De besluiten van de commissie werden op 22 maart 1815, na voorlezing door Metternich, zonder mogelijkheid van amendering ter ratificering overgebracht aan het Zwitsers Parlement.

## Agendapunten en besluiten die niet in de slotovereenkomst kwamen
- Pruisen, Oostenrijk en Rusland sloten de Heilige Alliantie die een christelijk tegenwicht moest bieden tegen de seculiere en democratische/revolutionaire beweging in Europa; zo kon men de op het Congres overeengekomen besluiten garanderen. Rusland greep in 1830 inderdaad in toen de Poolse Novemberrevolutie van 1830 uitbrak. Deze opstand zou tsaar Nicolaas I verhinderen te interveniëren in de Belgische Opstand.
- Zijdelings kwam op het congres ook de afschaffing van de trans-Atlantische slavenhandel en de daaruit voortkomende slavernij aan bod. Dit onderwerp werd door interne meningsverschillen tussen enerzijds Groot-Brittannië en Spanje/Portugal, verdaagd tot de Griekse kalenden (nooit). Het bleef bij plechtige verklaringen waarin de slavenhandel weerzinwekkend en immoreel genoemd werd. De staatslieden verklaarden plechtig de handel te willen uitroeien en beloofden dat doel met ijver en volharding te zullen nastreven.
- De Commissie Protocollaire Voorrang hing het gelijkheidsbeginsel aan en besloot dat alleen op basis van de accreditatiedatum voorrang aan diplomaten mocht worden verleend. Daarbij kregen bondgenoten of grootmachten geen bijzondere privileges. De pauselijk legaat kreeg de absolute voorrang. De volgorde bij het ondertekenen van verdragen werd door de commissie geregeld. Het eerst door de vorst ondertekende verdrag moest in zijn kanselarij bewaard worden. De anderen tekenden vervolgens in volgorde van troonsbestijging of bij republieken, in volgorde van verkiezing. Deze regels bepalen nog steeds het diplomatieke protocol.
- De Commissie Vrije Doorvaart op Internationale Rivieren met als commissieleden alle direct betrokken riviermachten, besprak het verkeer op de grote rivieren als de Rijn, de Maas, de Neckar, de Main en de Schelde. Er werd besloten een permanente internationale commissie in het leven te roepen met zetel te Mainz of Frankfurt die zich over alle toekomstige geschillen zou buigen. Men legde tolgeld, heffingen, in- en uitvoerrechten vast.
- Het statuut van de Soevereine Militaire Hospitaalorde van Sint-Jan van Jeruzalem en Malta in Rusland in relatie met het sinds 1800 door de Britten bezette Malta kwam ook aan bod. De Orde van Malta ving echter bot en verloor al haar rechten op het eiland Malta.
- Het congres stond ook even stil bij een petitie van Karl Bertuch, stichter van de Vereinigung der deutschen Buchhändler, over de bescherming van het literaire auteursrecht. Hij drong aan op een regelgeving om de praktijk van het overhand toenemend kopiëren van boeken wettelijk te regelen.

Op enkele uitzonderingen na, waaronder kardinaal Ercole Consalvi en de Spaanse vertegenwoordiger de Markies van Labrador, gaven alle gedelegeerden op 26 juni 1815 de goedkeurende handtekening. Kort nadat op 18 juni, Napoleon definitief was verslagen in de Slag bij Waterloo.
In aanvulling op deze slotakte werd op 20 november 1815 het Verdrag van Parijs ondertekend door de vijf grote mogendheden: Frankrijk, Oostenrijk, Rusland, het Verenigd Koninkrijk en Pruisen.

## Diversen
Andere opvallende punten waren:
- het sindsdien houden van een Congres wanneer er een conflict dreigde (Congresstelsel) om aldus de situatie via overleg te regelen in plaats van een gewapend conflict. Met uitzondering van de Krimoorlog (1853 - 1856) werkte dit systeem redelijk goed en waren er geen grotere oorlogen in Europa. De vredesonderhandelingen van de Krimoorlog liepen overigens ook weer volgens het Congressysteem, op initiatief en onder voorzitterschap van Frankrijk, minister Alexandre Colonna-Walewski.
- het direct weer opnemen van Frankrijk in de besluitvorming. Ook werd Frankrijk grotendeels hersteld binnen de grenzen van voor de revolutie.[6] Dit was vooral te danken aan de diplomatieke strategie van de Franse staatsman Talleyrand.
- het negeren van de gevoelens van burgers die een nationale staat nastreefden, burgerrechten en burgerlijke vrijheden (liberalisme). Dit was onderdeel van de Restauratie (Conservatieve Orde) die revolutionaire bewegingen moest indammen. Herordening van Europa en een strategische machtsbalans stonden voorop.[7]
- een gevolg van de Restauratie was het niet inzien dat de krachten die in de Franse Revolutie waren losgebarsten ook elders boven zouden kunnen komen. Dit gebeurde alsnog in 1848 over heel Europa.[8]

## Nasleep en gevolgen
Na het congres kwam Europa tot rust. Het Weense Congres bracht het Concert van Europa voort, een internationale politieke doctrine die de nadruk legde op het handhaven van politieke grenzen, het machtsevenwicht en het respecteren van invloedssferen. Het leidde het buitenlands beleid van de landen van Europa tot het uitbreken van de Eerste Wereldoorlog in 1914.
De nieuw ingerichte orde zou echter niet voor onbeperkte tijd volledig stand houden. De ideeën van de Franse Revolutie, gevoed door de Verlichting, hadden overal wortel geschoten en leidden van binnenuit, vanaf de basis van de burgers tot staatkundige veranderingen. De ontbinding van het Osmaanse Rijk werd erdoor bevorderd, omdat de Franse ideeën in de Osmaanse gebieden Servië, Griekenland en Roemenië bij de bevolking aankwamen. Voor Oostenrijk gold hetzelfde. Het Verenigd Koninkrijk der Nederlanden viel in 1830 uiteen, terwijl in Servië opstanden uitbraken. Dit vormde de eerste barsten in de nieuwe constellatie. Liberale revoluties in 1830 en vooral in het revolutiejaar 1848 hadden in heel Europa grote gevolgen. Uiteindelijk zouden de Bourbons plaats maken voor het Tweede Franse Keizerrijk. Omstreeks 1860 kwam er een Italiaanse eenheidsstaat tot stand. De Duitse Bond hield het uit tot 1866, maar Pruisen bleek in Noord-Duitsland zo dominant te zijn, dat het de keten van gebeurtenissen in kon zetten die leidden tot de oprichting van het Duitse Keizerrijk in 1871.
Het Weens Congres was verder een poging om een status quo tussen vier grote Europese staten (de overwinnaars van Napoleon) vast te leggen. Dit leidde ertoe dat de expansiedrang van Britten, Fransen en andere Europese landen zich zou richten op de kolonisering van Afrika en Azië (zie Imperialisme). Dit was ook zo met het eengemaakte Duitsland na 1871, dat 1885 in de geest van het Weense Congres en het 'Concert van Europa' de Koloniale Conferentie van Berlijn organiseerde om tot een ordentelijke verdeling van het Afrikaanse continent te komen.

## Belangrijkste actoren van het congres

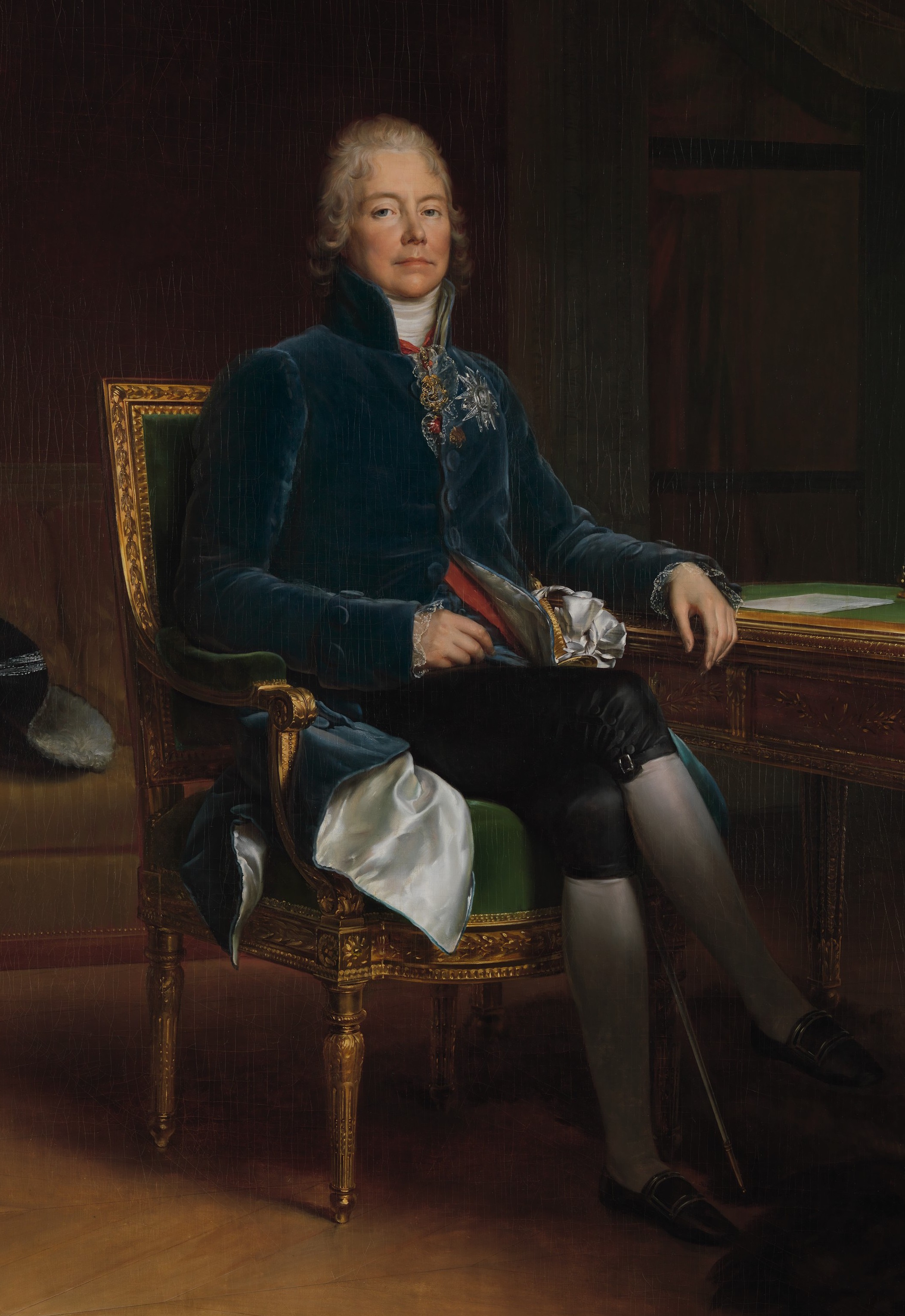
Charles Maurice de Talleyrand-Périgord

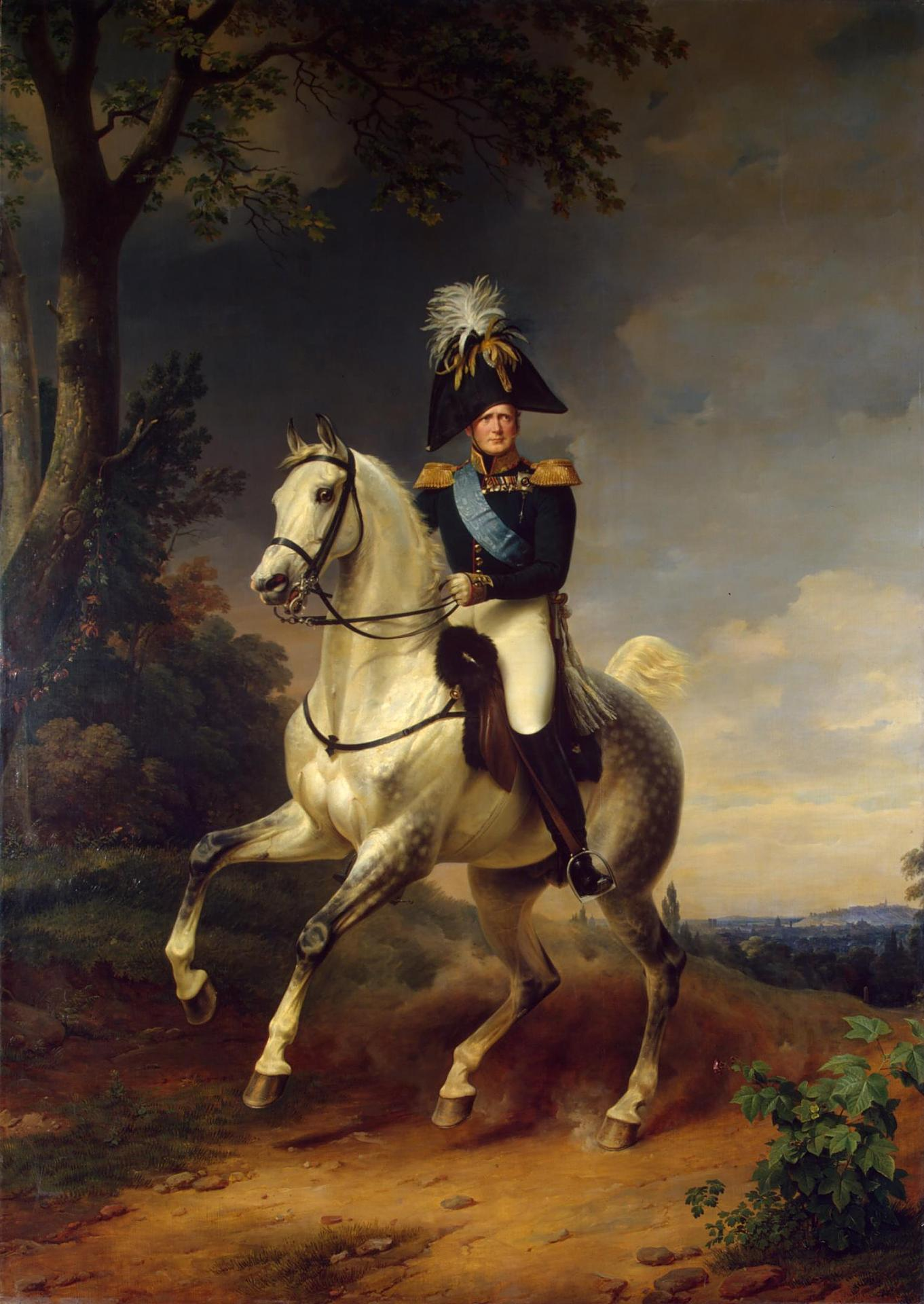
Alexander I van Rusland

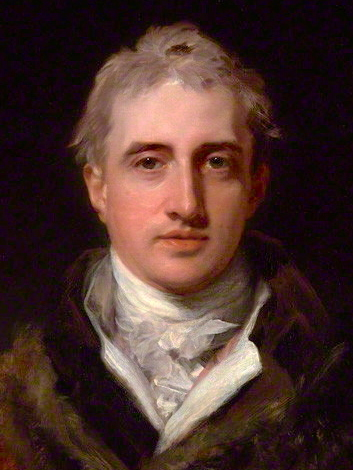
Robert Stewart, lord Castlereagh

- Beieren: Maximilian Joseph Graf von Montgelas
- Frankrijk: Charles-Maurice de Talleyrand - Alphonse de Lamartine - François René de Chateaubriand - Marie-Joseph Motier, marquis de La Fayette - Jean Anthelme Brillat-Savarin
- Groot-Brittannië: Robert Stewart Viscount Castlereagh - Arthur Wellesley Duke of Wellington - Robert Banks Jenkinson Earl of Liverpool - George Hamilton Gordon Earl of Aberdeen - Henry John Temple Viscount of Palmerston - Edward Gibbon Wakefield - John George Lambton Earl of Durham
- Hannover: Ernst Graf von Münster
- Pauselijke Staat: Ercole Consalvi, staatssecretaris van paus Pius VII,
- Nederlanden: Hans Christoph Ernst von Gagern
- Oostenrijk: Klemens Wenzel Fürst von Metternich - Friedrich von Gentz - Adam von Müller - Franz Anton von Kolowrat-Liebsteinsky
- Pruisen: Karl August Fürst von Hardenberg - Wilhelm von Humboldt - Alexander von Humboldt - Karl August Varnhagen von Ense
- Rusland: tsaar Alexander I van Rusland, Karl Robert Graf von Nesselrode - Ioannis Kapodistrias - Heinrich Friedrich Karl vom Stein
- Koninkrijk Saksen: Detlev Graf von Einsiedel
- Zwitserland: Hans von Reinhard - Johann Heinrich Wieland - Johann von Montenach
- Württemberg: Georg Ernst Levin Graf von Wintzingerode